# Midrashim classiques
Le midrash (littéralement : « recherche ») est un procédé exégétique de la Bible hébraïque, tant pour définir les lois à partir du Texte que pour éclairer sinon le sens immédiat du verset, son esprit, sans y chercher d'implication normative. Il est à l'occasion littéral, mais fait beaucoup plus souvent appel à la parabole, voire à l'allégorie.
Certains produits du midrash sont devenus si classiques qu'ils en ont presque acquis pour certains une autorité équivalente à celle du Tanakh elle-même. Le rabbin Avraham Maïmonide luttera contre cette tendance, enseignant que « celui qui croit que tout est à prendre au sens littéral dans la Aggada est un fou ; [cependant], celui qui croit que tout est allégorique est un hérétique ».
Sont présentés ici des midrashim classiques et leur reconstruction.

## Midrash sur Bereshit
L'acte de la Création (Maassè Bereshit) intrigue depuis que ce récit fut connu. Ainsi pour la question de jours mesurables autrement que par l'alternance soleil/lune, qui selon le récit ne reçoivent ce rôle qu'au quatrième jour. Le midrash suivant fut, sous une forme abrégée, l'un de ceux choisis par Rachi, le « prince des commentateurs », pour expliquer le verset discuté ci-dessous.
Source : Bereshit Rabba

« "Et Dieu appela la lumière jour." (Gen.1:5)
Mais lumière et jour, c'est tout un !
Voici ce qu'enseigne la tradition: La lumiere créée lors des six jours du commencement ne peut briller le jour car elle éclipserait le disque solaire et ne peut briller la nuit, puisqu'elle fut créée pour éclairer le jour.
Où donc se trouve-t-elle? Elle est dissimulée, destinée aux justes pour le monde à venir, comme l'exprime: "La lumière de la lune sera comme la lumière du soleil, et la lumière du soleil sera sept fois comme la lumière des sept jours" (Is.30:26).
Le verset parle de "sept jours", et non de trois, pourtant c'est bien le quatrième jour que furent créés les luminaires? En fait, l'on parle de "sept jours" ainsi qu'une personne dirait : Voici ce que je destine pour les sept jours du festin. »

## Abraham, les idoles et Nemrod
Source: Midrash Bereshit Rabba 38:19
La Torah ne livre pas beaucoup de renseignements sur la vie d'Abram avant que Dieu ne lui dise de quitter son pays. On ignore par exemple à quel moment il redécouvrit le monothéisme, s'il garda l'idée pour lui ou si, au contraire, il dévoila un zèle de missionnaire. 
Partant du verset Gen. 11:30 ("Et Haran mourut devant son père"), un Sage entreprend de combler ces lacunes.

« R. Hiyya petit-fils de R.Ada de Yaffo [dit] :

Terah était idolâtre1. 

Un jour, il sortit et chargea Abraham de la vente [des idoles]2.

Si un homme venait acheter une statue, il lui demandait :"Quel âge as-tu ?"

[Le client] répondait: "Cinquante" ou "Soixante ans".

[Abraham] disait alors: "Il a soixante ans, et il veut vénérer une statue d'un jour."

[Le client] se sentait honteux et partait.

Une femme vint un jour, avec un panier de farine. Elle dit: "Voici pour tes dieux."Abraham prit un bâton, et fracassa toutes les idoles, à l'exception de la plus grande, dans la main de laquelle il mit le bâton. 

Son père revint et demanda ce qui s'était passé. [Abraham] répondit: "Cacherais-je quoi que ce fût à mon père ? Une femme est venue avec un panier de farine et m'a demandé de les donner à ces dieux." Lorsque je l'ai offerte, un dieu a dit :"Moi d'abord !", un autre "Non, moi d'abord !" Alors, le plus grand s'est levé et a brisé toutes les autres.

[Son père] lui dit : "Te moques-tu de moi ? Comment pourraient-elles faire quoi que ce soit ?"

[Abraham] répondit : "Tes oreilles n'entendraient pas ce que ta bouche vient de dire ?"3

Terah emmena [Abraham] chez Nemrod4 :
- [Nemrod] lui dit: "Adorons le feu".
- [Abraham] lui dit: "En ce cas, adorons l'eau, puisqu'elle éteint le feu."
- [Nemrod] lui dit: "Adorons l'eau".
- [Abraham] lui dit: "En ce cas, adorons les nuages, puisqu'ils portent l'eau."
- [Nemrod] lui dit: "Adorons les nuages."
- [Abraham] lui dit: "En ce cas, adorons le vent, puisqu'il disperse les nuages."
- [Nemrod] lui dit: "Adorons le vent."
- [Abraham] lui dit: "En ce cas, adorons l'homme, puisqu'il résiste au vent."
- [Nemrod] lui dit: "Ce que tu dis est absurde ; je ne m'incline que devant le feu. Je vais t'y précipiter. Que le Dieu devant lequel tu t'inclines vienne et t'en sauve."5

Haran se trouvait là.

Il [se] dit : quoi qu'il en soit, si Abraham s'en sort, je dirai que je suis d'accord avec Abraham ; si c'est Nemrod qui triomphe, je dirai que je soutiens Nemrod.
Après qu'on eut jeté Abraham dans le four, et qu'il en fût sorti indemne, on interrogea [Haran] : "Avec qui es-tu [allié]" ?

Il leur dit : "Je suis avec Abraham."

Ils le prirent et le jetèrent dans le feu, et ses tripes brûlèrent.

Il sortit et mourut devant Terah son père.6
Voici la signification du verset : "Et Haran mourut devant son père." »

### Reconstruction
- (1) Cela, nous le savons de Josué 24 :2: "Josué dit : 'ainsi a dit Hashem Dieu d'Israël : vos pères ont séjourné au-delà du fleuve, Terah père d'Avraham et père de Na'hor, et ils servaient des dieux autres'", et ce passage est repris dans la Haggadah de Pessa'h.
- (2) D'où tient-on qu'il était marchand ? La société était sédentaire, et seule la guerre ou la famine (ou Dieu) l’en faisait bouger. Or Tera’h entreprit de voyager de Chaldée jusqu’en Haran, sans intervention divine directe, ce qui ne s’explique que par le fait qu’il soit berger, marchand ou artisan. Par ailleurs, Abraham et Jacob étaient marchands. 
Il y a une autre histoire où idolâtrie et subsistance sont liées, dans le Livre des Juges 17-18 (lorsque les danites pillent un temple païen, toute la population poursuit les voleurs, car le temple est source de revenus pour la région, soit qu’il attire les marchands ambulants, soit qu’on y vend des Pénates.
- (3) Le style d’argumentation d’Abraham est assez particulier, il n’expose pas ses croyances de prime abord, reprend les mots de son interlocuteur et lui démontre l’inconsistance de ses propres raisonnements.
Plutôt que de réprimander le client d’acheter un "dieu fraîchement sorti du four", il lui demande (apparemment à brûle-pourpoint, en toute ingénuité) son âge. On entendrait presque Abraham marmonner dans sa barbe "Il a soixante ans et il veut vénérer une statue d’un jour." – on verrait presque le client honteux s’éclipser du magasin sans demander son reste. 
Qu’Abraham se fût déjà idéologiquement engagé à répandre le monothéisme est assez évident à le lumière des versets Gen 12:1-3. Cependant, comment les auteurs de ce Midrash Aggada auraient-ils eu connaissance de cette méthode de disputation fort peu conventionnelle ?
On peut voir une ébauche de réponse dans l’échange entre Abraham et Avimelekh (Gen. 20). Contrairement au premier épisode "femme sœur" (en Égypte), qui avait été rendu nécessaire par la famine, Abraham n’avait pas de raison de descendre à Guerar (20:1).
Abraham savait déjà, qu’il devrait utiliser son stratagème "femme/sœur" pour sauver sa vie (v. 11) – mais pourquoi y aller?
À noter qu’Abraham ne réprimande pas le roi (et, indirectement, sa cour) sur sa turpitude morale jusqu’à ce qu’ils viennent à lui, prêts à entendre l’explication de son curieux comportement. S’il était venu à Guerar pour propager la parole et faire des adeptes (comme le pensent Rachi sur le 12:5 et le Sforno sur le 12:9), pourquoi n’était-il pas immédiatement venu critiquer leurs mauvaises mœurs?
Alternativement, s’il savait que Sarah serait mise en danger, pourquoi y aller?
Il semblerait qu’Abraham y allait pour engager la discussion, qui ne pourrait se tenir qu’une fois que le peuple l’avait défié et était devenu réceptif (à cause de la grande peur) à ce qu’il avait à dire. IL semble que cela ait réussi, au moins en partie, car Avimelekh (ou son fils) ont reconnu que Dieu soutenait Itzhak (26:28), ce qui implique qu’ils aient compris qu’il y avait Un Dieu d’Abraham et qu’il fallait Le respecter. 
Nous avons ici une preuve de la dialectique d’Abraham en action, et ceci dans le sens obvie du texte. Les auteurs du Midrash peuvent donc supposer qu’Abraham a utilisé ces voies plus tôt dans sa vie. (Il ne s’agit donc pas de croire que le Midrash relate une réalité historique stricto sensu. Cependant l’extrapolation à partir de détails historiques rapportés par la Tora en permet une approximation très fine).
- (4) Nemrod fut le premier à être considéré roi (Ber 10: 8-12)
Abraham est également appelé prince puissant par les Hittites (Ber 23:5-6)
De plus, ils étaient idéologiquement adversaires. Tant la Torah que les Prophètes exècrent les dirigeants humains (voir la réaction de Gédéon envers le peuple de Manassé, Juges 8, et la diatribe de Samuel lorsque le peuple demande un roi, cf. I Samuel 8)
Nemrod étant le premier souverain autoproclamé, il se pose en adversaire du règne du Seul Véritable Roi. Abraham, lui, a consacré sa vie à apprendre au monde qu’il n’y avait de Vrai Dieu que YHVH, encourageant les gens à accepter Son autorité.
La vie de Nemrod et celle d’Abraham se chevauchent partiellement, et le premier régnait sur la Chaldée, région où Abraham prêchait, à tout le moins durant ses jeunes années. Leur rencontre est donc tout à fait envisageable.
- (5) Le livre de Daniel relate le miracle des justes jetés dans la fournaise pour n'avoir pas voulu honorer une idole et sortis miraculeusement indemnes. Il n'y aurait pas de mal à ce qu'Abraham eût réalisé un "précédent". Cependant, d'où les Sages pourraient-ils déduire qu'il s'agit d'une fournaise, et non d'une noyade ou d'une autre "ordalie" ?
Lorsque Dieu S’Adresse à Abraham afin de conclure la première alliance (Gen 15), Il lui Dit: Je Suis L’Eternel qui t’a fait sortir (הוצאתיךָ) d’Ur Kasdim (Gen 15:7).
Deux remarques: que signifie "Ur Kasdim" ? Le nom "Ur" peut designer un lieu (d’où "Ur en Chaldée") ou bien, "Le UR en Kasdim" – le mot UR signifiant four ou fournaise (cf. Isaïe 31:9 et 50:11). On peut concilier en estimant qu’Ur désigne un lieu nommé d’après un four qui faisait sa réputation.
D’autre part, comment comprendre le verbe הוצאתיךָ (Je t’ai Fait sortir)? Sortir de ta terre לךָ לךְ ou cela fait-il reference à une intervention plus directe?
On ne retrouve ce verbe הוצאתיךָ qu’une fois dans la Tora, dans la première Parole:

Je Suis L’Eternel ton Dieu (Tout-puissant) qui t’a fait sortir (הוצאתיךָ) du pays d’Egypte. (Ex. 20:2, Deut. 5:6)
En ce cas, הוצאתיךָ s’est fait via des interventions miraculeuses.On peut donc inférer à partir de ce verset d'Ex. la signification du verset de Gen.: Dieu est intervenu, miraculeusement, pour sauver Abraham, de la même manière qu’Il sauverait plus tard son peuple d’Egypte.
On notera au passage que le séjour en Égypte est qualifié (dans Deut. 4:20, I Rois 8:51 et Jérémie 11:4), de fournaise de fer.
De ce simple verset (Gen. 15:7), les auteurs du midrash ont pu déduire qu’Abraham avait été sauvé d’une fournaise.
- (6)) Quel était la part d’Haran? 
Il a fait un pari de Pascal avant la lettre. Sa foi, en contraste à celle d’Abraham, est dépeinte comme opportuniste, et la Aggada est claire sur ce point : les professions de foi sont d’une pièce et la foi qui sauve de la fournaise est celle qui a déjà été forgée au creuset, non pas celle d’une commodité temporaire. 
D’où les auteurs du Midrash tiennent-ils que c’est cela qui fut le défaut d’Haran? N’aurait-il pu mourir avant son père pour un autre pêché? 
Comme les textes ne parlent que fort peu d’Haran, il faut se référer à la source qui s’en rapproche le plus : son fils, Loth.
De celui-là, nous savons qu’il a toujours privilégié la voie la plus commode du moindre effort quand bien même cela affecterait la société où il pénétrait, lui et sa famille.
Quand Abraham et Loth durent se séparer, Abraham laissa Loth choisir: "Si tu prends à gauche, j’irai à droite; et vice versa" d’où nous savons que cela a lieu sur la chaîne de montagnes, entre le nord (à gauche) et le sud (à droite).
Abraham abjura Loth de rester dans les montagnes, plus propices à la foi et à la solitude (cf. Deut. 11:10-12, par exemple). Au lieu de cela, Loth choisit la "bonne vie" de Sodome, qui, à l’époque, semblait être "le jardin d’Hashem, le pays d’Égypte" – humide et fertile. 
Fuyant la cité égoïste et condamnée, Il prie les anges de lui permettre de rester à proximité, parce qu’il se sent incapable de marcher. Avec les conséquences qu’on sait, la saôulerie et l’inceste à son insu.
En conclusion, bien qu’on en sache peu sur Haran, son fils est taxé d’opportuniste. Le premier fils à décéder avant son père (meurtre excepté) meurt donc de son opportunisme appliquée à la grande foi d’Abraham.

### Source
- AVRAHAM AVINU: THE EARLY YEARS by Yitzchak Etshalom, Mikra, torah.org (traduit avec permission)

### Midrash dans le Coran
Le récit d'Abraham détruisant les idoles se trouve dans le Coran (sourate 21 (Les Prophètes), versets 51-70)
1. ↑  Voir la traduction de Chouraqui

## La Torah n'est pas au ciel
Traité Baba Metsia 59b, d'après Deutéronome 30, 12